# Ialysus
Ialysus är ett släkte av kräftdjur. Ialysus ingår i familjen Diosaccidae.
Kladogram enligt Catalogue of Life:
| Ialysus | \| \| Ialysus investigatoris \| \| \| \| \| \| Ialysus proximus \| \| \| \| \| \| Ialysus rufus \| \| \| \| |
|         | \| \| Ialysus investigatoris \| \| \| \| \| \| Ialysus proximus \| \| \| \| \| \| Ialysus rufus \| \| \| \| |
|         | Ialysus investigatoris                                                                                      |
|         | |
|         | Ialysus proximus                                                                                            |
|         | |
|         | Ialysus rufus                                                                                               |
|         | |